# Берестовский, Генрих Николаевич
Генрих Николаевич Берестовский (02.02.1929 — 30.08.2010) — российский биофизик, доктор физико-математических наук (1975), профессор физфака МГУ (1981), зав. лаб., зам. директора по науке ИБК РАН, был членом двух Научных советов АН СССР (позже - РАН) — по биофизике и биологическим мембранам, членом редколлегии журналов "Биофизика" и "Биологические мембраны".

## Биография
Родился 2 февраля 1929 года в городе Слуцк Минской области Белорусской ССР.
Окончил физфак МГУ и работал там же на кафедре волновых процессов, с 1960 г. - на новой кафедре биофизики. 
В 1962 г. защитил кандидатскую диссертацию:
- Исследование полупроводниковых регенеративных схем с трансформаторной обратной связью : диссертация ... кандидата физико-математических наук : 01.00.00. - Москва, 1962. - 174 с. : ил.

С 1966 г. работал в Институте биофизики АН СССР (Институт биофизики клетки РАН, Пущино): старший научный сотрудник, затем заместитель директора по научной работе, с 1981 года — заведующий лабораторией биофизики мембран.
В 1975 г. защитил докторскую диссертацию:
- Электрические и электрооптические явления в возбудимых клеточных и искусственных мембранах : диссертация ... доктора физико-математических наук : 01.00.00. - Пущино, 1974. - 409 с. : ил.

В 1981 г. присвоено звание профессора.
Автор свыше 120 научных работ, в том числе 4-х монографий.

## Научно-организационная и педагогическая деятельность
Г.Н. Берестовский в течение многих лет в дополнение к исследовательской вёл и большую научно-организационную работу в качестве заместителя директора ИБК РАН по научной работе, затем зав. лабораторией этого же института.
Он был членом двух Научных советов АН СССР (позже - РАН) — по биофизике и биологическим мембранам, членом редколлегии журналов "Биофизика" и "Биологические мембраны".
С 1950-х (после окончания МГУ) длительное время преподавал на физфаке МГУ (с 1960 г. на кафедре биофизики).
Под его руководством подготовлено и защищено 3 докторских и 20 кандидатских диссертаций.

## Награды и премии
- Заслуженный деятель науки Российской Федерации (2001)[2].
- Орден «Знак Почёта»,
- три медали
- Почётная грамота Президиума АН СССР и ЦК профсоюза.

## Из библиографии
Всего перу Г.Н. Берестовского принадлежит 4 книги и 69 статей. Причём только на эти статьи отмечены 878 ссылок из статей других исследователей, а общий индекс Хирша по статьям Г.Н. Берестовского достигает 10. 
Члены-корреспонденты РАН Ю. А. Чизмаджев и С. С. Колесников в своей статье к 80-летию со дня рождения учёного отмечают, что и изданные книги Генриха Николаевича имеют высокий уровень цитирования, что также говорит о высоком авторитете учёного в научном мире и востребованности его  трудов.
книги
- Азъян Ю.М., Берестовский Г.Н., Капцов Л.Н., Ржевкин К.С., Сенаторов К.Я. Полупроводниковые триоды в регенеративных схемах. Под редакцией и с предисловием В. В. Мигулина. Гос. энерг. изд. М.-Л., 1959. 311, [1] с.
- Динамическая структура липидного бислоя / В. Г. Ивков, Г. Н. Берестовский. — М.: Наука, 1981. — 293 с. : ил.; 20 см. — (Сер. «Теорет. и прикл. биофизика»).
- Новые физические методы в биологических исследованиях : монография / отв. ред. Г.Н. Берестовский; АН СССР, Ин-т биолог. физики. - М.: Наука, 1987. - 213 с. : ил.
- Липидный бислой биологических мембран / В.Г. Ивков, Г.Н. Берестовский; АН СССР. Ин-т биологической физики, отв. ред. Л.Д. Бергельсон. - М. : Наука, 1982. - 223 с.

Избранные статьи
- VOLTAGE-GATED CALCIUM AND CA2+-ACTIVATED CHLORIDE CHANNELS AND CA2+ TRANSIENTS: VOLTAGE-CLAMP STUDIES OF PERFUSED AND INTACT CELLS OF CHARA / Berestovsky G.N., Kataev A.A. // European Biophysics Journal. 2005. Т. 34. № 8. С. 973-986.
- THROUGH PORE DIAMETER IN THE CELL WALL OF CHARA CORALLINA / Berestovsky G.N., Ternovsky V.I., Kataev A.A. // Journal of Experimental Botany. 2001. Т. 52. № 359. С. 1173.
- EFFECTIVE DIAMETER AND STRUCTURAL ORGANIZATION OF RECONSTITUTED CALCIUM CHANNELS FROM THE CHARACEAE ALGAE NITELLOPSIS / Ternovsky V.I., Berestovsky G.N. // Membrane and Cell Biology. 1998. Т. 12. № 1. С. 79-88.
- FREQUENCY-DEPENDENT EFFECTS OF THE ELECTROMAGNETIC MILLIMETER WAVES ON THE CHLORIDE ION CURRENT IN THE CELL MEMBRANE OF NITELLOPSIS OBTUSA: NONTHERMAL ACTION / Kataev A.A., Alexadrov A.A., Tikhonova L.L., Berestovsky G.N. // Bioelectromagnetics. 1998. Т. 79. С. 393.
- BLOCK OF CA-CHANNEL FROM ALGAE CELLS RECONSTITUTED IN PLANAR LIPID BILAYER BY VERAPAMIL / Alexandrov A.A., Alexandrova L.A., Berestovsky G.N. // Studia Biophysica. 1990. Т. 138. С. 115.
- Жерелова О.М., Катаев А.А., Берестовский Г.Н. // Доклады Академии наук СССР. 1985. Т. 281. С. 183.
- ELECTROOPTICAL EFFECTS IN MEMBRANES / Berestovsky G.N., Lunevsky V.Z. // Revue Roumaine de Physiologie. 1974. Т. 11. № 2. С. 153-165.[3]

редакторская деятельность
- Взаимодействие и слияние мембран / науч. редактор Г. Н. Берестовский. - Москва : [б. и.], 1984. - 245 с. : ил.; 22 см. - (Итоги науки и техники. Сер.: Биофизика мембран / Гос. ком. СССР по науке и технике, АН СССР, ВИНИТИ; т. 3).
- Одиночные ионные каналы в биологических мембранах : Всесоюз. симпоз. (26-28 апр. 1989 г., Кара-Даг) : Тез. докл. / [Под ред. Г. Н. Берестовского, В. И. Ильина]. - Пущино : НЦБИ, 1989. - 105,[1] с.; 22 см.[4]